# José Mariano Jiménez
José Mariano Jiménez (San Luis Potosí, 1781. augusztus 18. – Chihuahua, 1811. június 26.) mexikói bányamérnök és függetlenségi harcos volt.

## Élete
A San Luis Potosí városában született fiatalember a mexikóvárosi Colegio de Minería bányászati iskolában tanult, ahol 1804-ben bányamérnöki oklevelet szerzett. Később Guanajuatóban, a fontos bányavárosban telepedett le, ahol a hadsereg szolgálatába állt.
A függetlenségi mozgalomhoz csak annak kitörése után csatlakozott, miután Miguel Hidalgóék felkelői 1810 szeptemberében megostromolták és elfoglalták az Alhóndiga de Granaditast, ahova a spanyolok vették be magukat. Miután belépett a függetlenségi hadseregbe, ezredesi rangot kapott, később altábornaggyá lépett elő. Atencóban legyőzte Trujillót, majd részt vett a Monte de las Cruces-i csatában is, ahol győzelmet arattak. Ezután Chapultepecbe ment tárgyalni Francisco Xavier Venegas alkirállyal a főváros átadásáról, az alkirály azonban visszautasította.
Novemberben részt vett a vesztes aculcói csatában is, majd Guanajuato városába vette be magát, melyet a királypártiak rövid ostrom után elfoglaltak. Ezek után Jiménez azt a megbízást kapta, hogy segítsen kiterjeszteni a felkelést a keleti tartományokban is. Így került sor a győztes aguanuevai csata megvívására is, mely után Saltillóban csatlakozott a Calderón-hídi csatában vereséget szenvedett és észak felé visszavonuló társaihoz: Hidalgóhoz, Juan Aldamához és Ignacio Allendéhez. Acatita de Bajánnál azonban Ignacio Elizondo emberei elfogták a vezéreket, köztük Jiménezt, majd Chihuahua városába szállították őket, ahol a felkelésben való részvételért halálos ítéletet hoztak fejükre. Az ítéletet 1811. június 26-án hajtották végre: Jiménezt is agyonlőtték és fejét levágták.
Levágott fejét elküldték a guanajuatói Alhóndiga de Granaditas épületébe, ahol elrettentésül ki is függesztették. A fej egészen 1821-ig ott is maradt, ekkor azonban a Szent Sebestyén-templomban temették el. Testét először Chihuahuában temették el, majd 1823-ban átszállították Mexikóvárosba, ahol a maradványokat később áthelyezték a Függetlenség-emlékmű alá.